# Visio monachi de Eynsham
Visio monachi de Eynsham ("La visione del monaco di Eynsham"), nota anche come Visio Eynsham, è un testo visionario della fine del XII secolo, scritto in Inghilterra da Adam, sottopriore del monastero di Eynsham, nei pressi di Oxford. È il resoconto del viaggio nell'aldilà del monaco Edmund, il quale sostiene di aver visitato nel 1196, in seguito ad una lunga malattia, i regni oltremondani.
Dopo la Divina Commedia, è il testo visionario che presenta più personaggi contemporanei al protagonista.

## Autore
Nonostante all'interno del testo non vengano fatti esplicitamente né il nome dell'autore, né il nome del protagonista della visione, l'identità di entrambi ci è stata rivelata da due rubriche aggiunte dai copisti di un manoscritto che tramanda l'opera, risalente al XIII secolo, il ms. Oxford, Bodleian Library, Digby 34. Nell'incipit del manoscritto si legge:
Incipit praefatio domini Adam prioris de Aineshamma super uisione quam uidit Eadmundus monachus, bone indolis adolescens, frater ipsius, scilicet prioris, et in professione filius, anno ab incarnacione domini MoCoXCVIo.
E ancora nell'explicit della prefazione:
Incipit uisio Eadmundi monachi de Ainesham edita a uenerabili Adam priore de eadem loco. 
Adam viene citato come autore della Visio monachi de Eynsham anche da Ralph di Coggeshall, autore della Visio Thurkilli.
Più problematica è invece l'identificazione del protagonista, il monaco Edmund, anche se Herbert Thurston e Herbert Salter, sono concordi nell'identificarlo come Edmund di Eynsham, nato nel 1169 nei pressi di Oxford, fratello minore e figlio spirituale di Adam di Eynsham, autore della Visio Monachi de Eynsham e della Magna Vita Sancti Hugonis. Oltre ad essere il protagonista della Visio Monachi de Eynsham, egli potrebbe essere il giovane chierico di cui si parla nel V libro della Vita Hugonis, il quale, incaricato da una voce divina, sollecitò Ugo di Lincoln affinché collaborasse con l'arcivescovo di Canterbury per una riforma della chiesa. In seguito a questo episodio, su esortazione di Ugo, nel 1194 sarebbe diventato monaco ad Eynsham, dove già si trovava il fratello Adam e dove di lì a poco si sarebbe ammalato per poi avere una visione dei regni oltremondani nella settimana di Pasqua del 1196.
È curioso il fatto che l'autore e il visionario non solo si conoscano (tradizionalmente le visioni sono resoconti redatti sulla base di racconti riportati da altri), ma che abbiano anche collaborato alla composizione del testo.

## Struttura
La Visio monachi de Eynsham è uno dei testi visionari più lunghi del Medioevo e la narrazione degli eventi al suo interno non è lineare. Il testo è costituito da un prologo e da cinquantotto capitoli.
Nei primi tredici capitoli e nell'ultimo l'autore descrive il contesto che precede e segue la visione, raccontando la malattia di Edmund e poi il suo risveglio dall'estasi.
Nei restanti capitoli è il visionario stesso a prendere la parola, raccontando quanto ha visto nell'aldilà. Il narratore sceglie di dare prima una descrizione generale dei tre luoghi di pene in maniera consecutiva, per poi tornare a raccontare alcuni incontri avuti con le singole anime ed, infine, dedicarsi alla descrizione del paradiso. L'articolazione della rappresentazione dei regni oltremondani è la seguente:
- il primo luogo di pene occupa i capitoli che vanno dal XV al XVI e quelli che vanno dal XXVII al XXXIII;
- il secondo luogo di pene occupa i capitoli che vanno dal XVII al XXIII e quelli che vanno dal XXXIV al XLVIII;
- il terzo luogo di pene occupa i capitoli che vanno dal XXIV al XXVI;
- il paradiso occupa i capitoli che vanno dal XLIX al LVII.

## Trama

### Prologo
Per volontà di certi grandi uomini, che Salter identifica con il vescovo Ugo di Lincoln e Thomas, priore di Eynsham, Adam dichiara di aver deciso di mettere per iscritto un episodio verificatosi in un monastero a lui noto, di cui non fa il nome, in quello stesso anno, il 1196, e a cui lui stesso ha assistito.

### La malattia di Edmund
Dopo un anno e tre mesi di malattia, la mattina del Venerdì santo del 1196, tutti i monaci del monastero di Eynsham credono che Edmund sia morto, perché viene ritrovato disteso a terra davanti alla sedia dell'abate, rigido, freddo e coperto di sangue. Tuttavia, egli conserva ancora un po' di calore nel corpo, ragione per cui, dopo un vano tentativo di rianimarlo, viene riportato nel suo letto. Nel frattempo alcuni monaci si accorgono di una cosa sconvolgente: il crocefisso che Edmund stava adorando poco prima dello svenimento è ricoperto di sangue fresco.
La sera del Sabato santo delle lacrime gialle rigano il volto del moribondo ed egli sembra inghiottire qualcosa, senza però aver aperto bocca. Lentamente Edmund, riprendendo coscienza, pronuncia ad alta voce delle invocazioni alla Vergine Maria, nelle quali le chiede a causa di quale peccato egli stia perdendo una gioia tanto grande. Naturalmente le sue parole non appaiono comprensibili ai presenti e solo alla fine del racconto sarà chiaro che la gioia a cui qui si allude è quella sperimentata dal visionario in paradiso.
Finalmente il giorno di Pasqua, quando ormai si è completamente ristabilito, nonostante un'iniziale ritrosia al racconto e senza mai smettere di piangere, Edmund racconta a due confratelli di essere stato rapito in estasi e di aver visitato i regni oltremondani.
Prima però Edmund racconta dal suo punto di vista ciò gli era accaduto mentre si trovava ancora sulla terra e che i suoi compagni avevano visto solo dall'esterno.
Convinto di essere in punto di morte dato il persistere della malattia, aveva supplicato il Signore affinché gli mostrasse la condizione delle anime dopo la morte. Quella notte, in sogno, gli era apparsa una persona venerabile, che gli aveva promesso di esaudire il suo desiderio.
La notte del Mercoledì santo, era stato flagellato da due confratelli nella sala capitolare. La notte successiva, una voce in sogno gli aveva ordinato di andare ad adorare la croce posta dietro l'altare nella cappella consacrata a san Lorenzo. Mentre adorava il crocefisso, aveva sentito alcune gocce di sangue, provenienti dal fianco e dal piede destro di Gesù in croce, bagnargli il viso e aveva inghiottito una di quelle gocce. Nel frattempo aveva visto due luci muoversi ai lati del crocefisso e aveva deciso di seguirle. Ma, improvvisamente, dopo uno strano rumore, si era ritrovato nella sala capitolare dove aveva ricevuto le percosse e, desiderando essere punito un'altra volta, si era prostrato davanti al confratello seduto sulla sedia dell'abate e aveva chiesto perdono; ricevuta l'assoluzione aveva risposto “Amen” e, proprio in quel momento, un uomo anziano, con una veste bianca, prendendolo per mano gli aveva detto di seguirlo.
A questo punto Edmund dichiara di essersi sentito rapire in estasi.

#### La malattia e le allucinazioni
La cornice narrativa entro la quale la visione viene inserita è quella tradizionale della malattia. In questo testo l'infermità del monaco viene descritta in maniera particolarmente precisa e meticolosa nel suo evolversi. Questo gusto per il dettaglio da un lato è da ricondursi alla volontà dell'autore di affermare la veridicità del proprio racconto, dall'altro lato è probabilmente legato al fatto che il padre di Adam e di Edmund era un medico.
Il tema della malattia che all'improvviso assale il protagonista, il suo progressivo aggravarsi e l'inatteso rianimarsi del moribondo, seguito dalla stupore dei presenti e dal racconto dettagliato della visione stessa è topos condiviso del genere a partire dal IV secolo, grazie all'aneddoto che san Girolamo racconta relativo al suo periodo di eremitaggio nel deserto della Calcide, tra il 375 e il 377: assalito da una febbre che quasi lo aveva condotto in punto di morte, mentre veniva preparato il suo funerale, gli sembrò di essere trasportato davanti al tribunale divino, dove venne fustigato e accusato di essere nel suo intimo più un ciceroniano che non un cristiano (Girolamo, infatti, non aveva rinunciato al suo amore per i classici). Tramite autori successivi che lessero direttamente il testo, tra i quali Gregorio di Tours, Girolamo è diventato una fonte remota del genere, anche laddove se ne è persa la consapevolezza.
Ma la malattia non è certo l'unico elemento a contribuire alla predisposizione di Edmund al viaggio oltremondano, infatti egli ha anche una serie di allucinazioni che certamente hanno un ruolo importante in questo processo: immagina di essere flagellato da due confratelli (per poi scoprire che era una pratica vietata nel monastero), inghiotte una goccia di sangue che scende dalla figura di Cristo in croce e vede due luci ai lati della croce. Per questo motivo egli si distingue dai protagonisti delle altre visioni medievali e può essere associato maggiormente ai mistici del XII secolo, che spesso sperimentano più visioni.
Gli elementi tipici della mistica del XII secolo che ritroviamo all'interno della Visio monachi de Eynsham sono:
- la profonda dolcezza provata come conseguenza delle percosse ricevute;
- l'abbondanza di lacrime come segno di devozione, non certo una novità per il genere, ma laddove prima erano manifestazione di compunzione per i peccati compiuti, adesso per la prima volta sono lacrime di gioia per il privilegio concesso al visionario/mistico;
- l'intensità dei sentimenti del monaco/visionario davanti a Gesù sofferente sulla croce;
- l'inghiottire una goccia del sangue di Cristo che scende dal crocefisso, che è un atto di unione eucaristica particolarmente intenso.

Questi elementi testimoniano una serie di cambiamenti in atto nel XII secolo, un secolo caratterizzato dallo sviluppo di una nuova sensibilità religiosa e da una crescente importanza data al singolo individuo, elemento che emerge chiaramente dalla serie di personaggi dell'aldilà che Edmund ci presenta nella loro singolarità.

### Il primo luogo di pene
A differenza di altre visioni, qui la collocazione dei regni oltremondani non è chiara e il percorso per arrivarvi non è definito. Ci viene solo detto che Edmund, topicamente “corporeis sensibus orbatus e mente absens”, e la sua guida, san Nicola (la cui identità ci verrà svelata solo al capitolo XX), tenendosi per mano, prendono una via piana rivolta verso est, fino ad arrivare in una regione spaziosa, in un territorio simile ad una palude, con sassi e fango. È questo il primo luogo di pene che Edmund vede.
Qui il monaco trova un gran numero di persone, anche di sua conoscenza, uomini e donne, di svariata condizione e professione, sia laici che religiosi, tutti sottoposti a differenti supplizi secondo la diversità e gravità delle colpe compiute in vita. Edmund fa un rapido elenco dei tipi di pene cui assiste ed è in grado di comprendere da solo a causa di quale peccato le singole anime siano punite.
Sono tutti tormenti che ricorrono nel genere visionario: ad esempio il fuoco è elemento tipico della topografia oltremondana, legato alla purificazione delle anime a partire dalla Visio Pauli, ma ci sono anche i diavoli con tutti i loro strumenti di tortura.
Tuttavia, servendosi del topos dell'ineffabilità, il protagonista afferma che nessuno potrebbe descrivere a parole le pene di questo luogo, esortando chi ascolta a comportarsi correttamente secondo la parola di Dio, sia per evitare punizioni atroci come quelle che lui ha potuto vedere, sia per consentire alle persone care di essere allontanate da quei luoghi (e di ottenere quindi la salvezza il prima possibile), grazie alle preghiere di coloro che sono ancora in vita.
Oltre a molti uomini religiosi, sottoposti a supplizi crudeli anche per i peccati minori (capitolo XXXIII), qui Edmund riconosce delle persone di sua conoscenza.
Nel capitolo XXVII il monaco incontra l'abate di una congregazione religiosa, che Salter identifica con Godfrey, abate del monastero di Eynsham dal'1152. L'abate spiega di trovarsi immerso in bagni di fuoco, zolfo e pece e di essere costretto a sopportare supplizi pesantissimi che lo deformano nell'aspetto non tanto per i propri peccati, quanto per quelli commessi dai monaci che un tempo gli erano sottomessi. Infatti, per timore di perdere il suo prestigio e per vanagloria, non solo era stato troppo indulgente nei confronti dei monaci dediti ai vizi (per la depravazione dei quali le sue pene aumentano di giorno in giorno), ma aveva anche trascurato e denigrato coloro che invece meritavano la sua lode per buona condotta. Inoltre, egli viene punito per aver acquistato benefici ecclesiastici per alcuni suoi parenti che non ne erano degni.
Nel capitolo XXVIII Edmund incontra un'eremita, che viene toccata moderatamente dalle fiamme, da cui invece altri peccatori sono completamente avvolti. Di lei si dice che percorre velocemente la strada per il paradiso e che era talmente bella nell'aspetto che Edmund credeva di trovarsi in un sogno nel quale gli veniva mostrata la santità dell'eremita; invece, dopo essersi risvegliato, era venuto a sapere da un uomo che la donna era morta, cosa che, per la prima volta, gli aveva fatto credere in quanto aveva visto nell'aldilà.
Nel capitolo XXIX Edmund riconosce un vescovo illustre, la cui identità rimane per noi piuttosto fumosa. Il vescovo brucia tra fiamme ininterrotte, soprattutto a causa degli eccessi che si era concesso in giovinezza. Tuttavia, tra le fiamme spicca ancora impeccabile la sua veste, perché – spiega la guida – in vita è stato misericordioso nei confronti delle persone povere, senza vesti. Quando avrà portato a termine la sua penitenza, sarà certamente destinato alla vita eterna. Per conferire ulteriore veridicità alla sua visione, Edmund dice che lo stesso uomo che lo aveva informato sulla morte dell'eremita, lo aveva informato anche della morte di questo vescovo.
Nel capitolo XXX Edmund incontra una donna di onesti costumi, moglie di un laico, che è punita per essere stata ostile e rancorosa nei confronti dei suoi avversari, ma è sottoposta a pene più lievi degli altri dannati e rapidamente percorre la sua strada verso il paradiso, perché in vita è sempre stata consapevole della sua imperfezione, devota nelle preghiere e dedita alle opere di misericordia. Inoltre, aveva già espiato molte delle sue colpe sopportando una lunga malattia.
Nel capitolo XXXII Edmund riconosce un suo amico, un giovane cavaliere, che brucia in mezzo ad un rogo perché non aveva rispettato la promessa fatta di andare in pellegrinaggio in Terra Santa. Il cavaliere è quindi costretto a percorrere la strada verso Gerusalemme ogni notte, ma è condannato a poterne compiere solo un piccolo tratto. Tuttavia, il cavaliere spiega di non essere condannato alla dannazione eterna poiché, in punto di morte, ha confessato il suo peccato.
Nel capitolo XXXIII Edmund riconosce un altro cavaliere ed è stupito di trovare un uomo così onesto e cortese con tutti in una simile condizione. Ma è il cavaliere stesso ad ammettere di aver peccato molto, soprattutto in gioventù. L'uccello che tiene in pugno gli scortica la mano con il becco e gli artigli poiché aveva praticato la falconeria e non se ne era mai pentito.

### Il secondo luogo di pene
Edmund e la sua guida arrivano ad un monte, alto quasi quanto le nubi, che separa il primo dal secondo luogo di tormenti. Ai piedi del monte si trova una valle profonda e oscura, circondata da cime di rupi molto elevante. Nella valle si trova un fiume o un lago – il visionario non sa dirlo con esattezza – che emana un fetore indicibile.
Qui Edmund vede un'immensa moltitudine di anime, che, dopo essere state immerse nell'acqua fetida del fiume-stagno, vengono bruciate dalle fiamme, per poi essere trascinate in alto da spire di fuoco e infine essere colpite dal gelo della neve e della grandine.
Il monaco nel capitolo XVIII racconta un miracolo cui assiste in questo luogo: santa Margherita salva una prostituta a lei profondamente devota da una schiera di diavoli maligni che hanno tentato invano di condurla all'inferno. La meretrice, una volta liberata, viene immersa nell'acqua bollente per compiere la penitenza che non aveva svolto in vita (infatti, l'essersi confessata prima di morire non era stato sufficiente) e poi essere accolta in paradiso.
Oltre a descrivere la condizione di alcune categorie generiche di peccatori (come ad esempio gli avvelenatori nel capitolo XXXVIII, gli usurai nel capitolo XXXIX e i rinnegatori della religione nel capitolo XL), il visionario, affermando di aver incontrato qui più persone di sua conoscenza rispetto al primo luogo di tormenti, racconta degli incontri che ha avuto con singole anime.
Dopo il miracolo di santa Margherita che salva la prostituta che le era devota, nei capitoli che vanno dal XIX al XXIII, Edmund racconta un miracolo di uguale misericordia, compiuto da san Nicola su un orafo, suo fedele parrocchiano. L'incontro è significativo perché qui il visionario viene a conoscenza dell'identità della sua guida (capitolo XX).
L'uomo dichiara di essere stato salvato dalla misericordia di san Nicola; infatti, grazie all'intercessione del santo, egli ha la possibilità di espiare i propri peccati. Diversamente, l'essere stato vittima di alcolismo tutta la vita e l'essere morto improvvisamente, lo avrebbero condannato alla dannazione eterna.
Quando Edmund lo incontra, egli espia il peccato di frode, commesso nell'esercizio dei propri affari: conta delle monete di fuoco che gli bruciano le mani, mentre le sue viscere vengono continuamente bruciate.
L'orafo chiede ad Edmund di riportare un messaggio a sua moglie e a suo figlio: non avrebbero mai dovuto smettere di onorare san Nicola e ogni giorno si sarebbero dovuti impegnare a venerarlo e comportarsi correttamente.
Segue una riflessione del narratore sulla necessità di intercessione dei vivi tramite preghiere, elemosine e messe per alleviare le pene dei defunti, topos caratteristico del genere già a partire dalla Passio Perpetuae et Felicitatis (III secolo).
Nei capitoli XXXV e XXXVI Edmund incontra tre vescovi e un arcivescovo. I tre vescovi sono legati con catene di fuoco e sono costretti a sopportare ora le fiamme, ora la neve e la grandine, ora il fetore dello stagno. Anche l'arcivescovo subisce pene atroci poiché nell'esercizio della propria carica non si era occupato della salvezza delle anime, aveva affidato onori ecclesiastici a persone indegne, aveva sempre assecondato il re, cosa che gli aveva garantito una carica prestigiosa, e era stato ostile nei confronti di chi inizialmente si era opposto alla sua promozione, ma, in particolar modo, non si era occupato di promuovere la religione cristiana. In entrambi i capitoli torna il tema della responsabilità pastorale già affrontato nel capitolo XXXI: tutti questi religiosi sono condannati perché hanno abusato del proprio potere, trascurando il loro reale ufficio e la condotta dei propri sottoposti; per questo motivo nell'aldilà le loro pene sono aggravate quotidianamente dai peccati di coloro che, ancora in vita, hanno lasciato senza guida.
Nel capitolo XLI Edmund vede Enrico II, seduto sopra un cavallo infernale, che sputa continuamente pece e fuoco dalla bocca e fumo e fetore dalle narici, indossa una corazza e porta delle armi infuocate, che lo affliggono per il peso, ma soprattutto gli bruciano costantemente il corpo; la sella su cui è seduto è fatta di chiodi e strumenti di ferro, che gli trafiggono incessantemente le interiora. Egli viene punito così crudelmente soprattutto a causa di tre peccati: l'ingiusto spargimento di sangue umano, la sua relazione adultera con Rosamund Clifford, l'aver oppresso il popolo con tassazioni non dovute.
È a partire dai Dialogi di Gregorio Magno che la condotta di un sovrano, in quel caso il re ostrogoto Teodorico, viene condannata all'interno delle visiones. La pratica si diffonderà, diventando un importante strumento nelle mani della Chiesa a partire dal IX secolo, con le cosiddette “visioni politiche” d'età carolingia, dove Carlo Magno e i maggiori rappresentanti della sua corte trovano il proprio posto nei regni oltremondani a seconda dell'ideologia dell'autore. E di ideologia d'autore anche per la Visio monachi de Eynsham si tratta, infatti Adam, rappresentando questo destino infernale per Enrico II, sceglie chiaramente di condannare la condotta del re relativamente alla disputa che si era venuta a creare tra lui e Thomas Becket, terminata con l'assassinio di quest'ultimo, in seguito alle Costituzioni di Clarendon, che intendevano ridimensionare il potere del papa in Inghilterra e limitare in generale i privilegi ecclesiastici.
Nel capitolo XLII Edmund racconta di un altro vescovo, morto proprio nel momento in cui stava per diventare arcivescovo.
Nel capitolo XLIII Edmund incontra un abate e un monaco di difficile identificazione. L'abate è sottoposto a tormenti crudeli, perché, spinto dal troppo amore verso i familiari, aveva scialacquato i beni del suo monastero in loro favore. Il monaco, invece, dal momento che aveva distribuito del denaro affidatogli dall'abate ai poveri, è punito meno atrocemente, proprio per la sua fedeltà nei confronti del suo superiore. Torna anche qui il tema della responsabilità pastorale, già affrontato ai capitoli XXXI, XXXV, XXXVI.
Nei capitoli XLIV e XLV Edmund racconta dell'incontro avuto con una venerabile badessa, che gli affida un messaggio da trasmettere alle suore di cui era stata la madre spirituale. In particolare chiede al monaco di ringraziarle per i loro suffragi, che le hanno consentito di scontare le sue pene più velocemente del previsto e con supplizi meno duri. La badessa racconta ad Edmund di essersi presa cura di due giovani suore del suo convento che avevano contratto la lebbra, che, a causa dell'orrore per la malattia, erano state abbandonate da tutte le altre sorelle. Allo stesso tempo però confessa di aver trascurato un giovane chierico che le era stato affidato da un vescovo per educarlo, motivo per cui il suo periodo di espiazione non è ancora finito. Il giovane chierico di cui si parla è Edmund stesso, che – come racconta lui stesso (cfr. capitolo L) – era stato al monastero di Godstow prima ancora che ad Eynsham, quando era solo un bambino e suo padre si trovava in Terra Santa, dove poi ha trovato la morte.
Nel capitolo XLVI il protagonista incontra un cavaliere che era stato patrono di una chiesa e che aveva venduto la sua carica ad un chierico in cambio di ventisette monete d'argento. Per questo motivo per lungo tempo è stato condannato ad inghiottire ogni giorno monete bollenti. Il tormento gli fu alleviato sia per aver partecipato alla Terza Crociata, dove era morto combattendo in nome di Dio, sia perché sua moglie aveva pagato per lui molte messe e pregato devotamente.
Nel capitolo XLVII il visionario incontra un monaco sacrestano, punito con la morte dalla Vergine perché, a causa di una scarsità di olio nella sua regione, aveva smesso di accendere delle lampade in suo onore nelle festività più importanti dell'anno.
L'ultimo peccatore di cui Edmund parla (capitolo XLVIII) è un chierico, morto in giovane età, distintosi per la sua conoscenza delle discipline divine e delle arti liberali, sottoposto a pene piuttosto lievi e destinato al paradiso grazie all'intercessione della Vergine. Precedentemente aveva dovuto sopportare anche la sete, poiché, una volta diventato ricco, non aveva elargito i suoi beni ai poveri in maniera adeguata.

### Il terzo luogo di pene
Edmund e san Nicola giungono nel terzo luogo di pene, un campo accessibile solamente ai torturatori e alle anime che devono essere punite.
La parte superiore del campo è ricoperta da fiumi di zolfo, da una nube dal fetore immenso e da una fiamma scura come la pece, che si diffonde nell'aria. La superficie del campo invece è ricoperta da vermi mostruosi che sputano fuoco dalla bocca e dalle narici, mentre i diavoli torturano le anime di coloro che in vita si sono macchiati di sodomia. Qui non incontra molte persone di sua conoscenza, ma allo stesso tempo sottolinea come gli sia risultato complesso protrarre a lungo lo sguardo, sia per l'oscenità dei tormenti, che per il fetore dell'aria.
Qui (capitolo XXVI) Edmund racconta solo di un incontro con un maestro di leggi sodomita, che nonostante avesse avuto l'opportunità di redimersi durante una malattia durata nove mesi, confessando i propri peccati, aveva scelto di non farlo e per questo motivo Dio aveva posto fine alla sua malvagità con la morte. Quest'anima, a differenza di tutte le altre precedenti, non è certa di ottenere la pace eterna, nemmeno il giorno del Giudizio Universale.

### I luoghi paradisiaci
Naturalmente la descrizione del paradiso si apre con una dichiarazione da parte dell'autore sull'impossibilità di esprimere a parole quanto visto, data la straordinarietà dell'oggetto.
Lasciati i luoghi di pene, Edmund e san Nicola vengono investiti da una luce piacevolissima e da un profumo dolcissimo e poco dopo giungono in un campo fiorito. Qui vedono una schiera numerosa di anime vestite di bianco, di un bianco che determina il tempo trascorso dall'espiazione dei loro peccati (coloro che si trovano all'estremità del campo, dunque sono appena arrivati, hanno vesti sì bianche, ma non ancora candide e immacolate) e il loro progressivo avvicinamento a Dio. Tutti coloro che si trovano in questo luogo sono destinati a diventare cittadini della Gerusalemme celeste.
Edmund vede molte persone di sua conoscenza, ma ne menziona solamente quattro.
La prima anima che il visionario incontra ai lati esterni del campo paradisiaco (capitolo L) è una badessa venerabile, che dice di aver meritato le pene cui era stata sottoposta fino a poco tempo prima, poiché in vita aveva elargito molti beni del suo monastero ai suoi familiari.
Nei capitoli LI e LII Edmund incontra un venerabile priore, che ha da poco raggiunto questi luoghi paradisiaci dopo aver sopportato punizioni non solo per i propri peccati, ma anche per quelli compiuti dai monaci a lui sottoposti. L'uomo mostra ad Edmund un giovane monaco, morto prematuramente, e spiega che si tratta di suo figlio, che era stato suo compagno spirituale in vita e che ora è suo compagno nel raggiungimento della beatitudine eterna.
Infine, nel capitolo LIII Edmund riconosce un venerabile sacerdote, che in vita si era occupato della predicazione e della salvezza delle anime ed era riuscito a distogliere molti uomini dal commettere peccati mortali.
Tra le schiere dei beati poi Edmund e san Nicola assistono alla rappresentazione della Passione di Cristo (capitolo LIX). Ai piedi di Gesù crocifisso, incoronato di spine e dalle cui piaghe fuoriesce molto sangue, c'è la Vergine Maria, definita “gioiosa e lieta”, perché consapevole della redenzione degli uomini (compiuta mediante la morte del figlio) e certa della Resurrezione, dal momento che la Passione è rappresentata in paradiso.
Ad un certo punto però lo spettacolo della Passione di Cristo scompare improvvisamente. Edmund e san Nicola, passando attraverso le dimore luminosissime del paradiso, giungono ad un muro di cristallo e ad una porta luminosa, varcata la quale vengono investiti da una luce potentissima, non accecante, ma in grado di potenziare lo sguardo, anche se Edmund non è in grado di esprimere a parole lo splendore cui assistette. Il monaco vede poi dei gradini, disposti dal basso fino alla sommità del muro, dove si trova Cristo in forma umana seduto sul trono della gloria.
Infine, prima di essere riaccompagnato fuori dalla sua guida, Edmund vede una schiera di cinquecento o settecento anime che si avvicinano al Signore per onorarlo. Questo è il paradiso vero e proprio, accessibile solo a coloro che, raggiunta la perfezione angelica, meritano di contemplare Dio nel volto (cosa che ovviamente il monaco non può fare).
San Nicola rivolge le sue ultime parole ad Edmund (capitolo LVI), esortandolo ad osservare la volontà di Dio e a comportarsi sempre rettamente una volta tornato sulla terra, in modo da essere accolto tra le schiere dei beati dopo la morte.
Dopo essersi reso conto di dover lasciare le gioie del paradiso per tornare alle miserie del mondo, Edmund dichiara di essere profondamente triste e afflitto e, dopo aver sentito un suono di straordinaria dolcezza, si rende conto di essere stato abbandonato dalla sua guida e che il suo viaggio nell'aldilà è giunto al termine.

## Luoghi infernali o luoghi di purgazione?
Nonostante il termine purgatorio non venga mai espressamente utilizzato all'interno del testo, ci sono diversi elementi della visio che consentono di sostenere che i luoghi di pena che Edmund visita siano luoghi di purgazione e non di dannazione eterna:
- è il protagonista stesso a dichiarare nel capitolo XXXVI di non aver visto nell'aldilà nessun defunto che fosse completamente certo di non ottenere la salvezza, almeno il giorno del Giudizio Universale;
- tutti coloro che si trovavano tra i tormenti sembrano in qualche modo confortati dal fatto di poter essere ammessi prima o poi in paradiso;
- di molti personaggi ci viene detto che al momento dell'arrivo di Edmund sopportano tormenti meno atroci rispetto a quelli cui erano sottoposti qualche tempo prima;
- si insiste molto sulla possibilità che le anime hanno di ottenere una mitigazione delle pene, grazie ai loro meriti e alle opere di misericordia che hanno compiuto in vita, ma soprattutto grazie alle preghiere e ai suffragi di coloro che si trovano ancora sulla terra (alcune anime appaiono addirittura in sogno ai loro cari per esortarli ad intercedere per loro cfr. l'orafo del capitolo XXIII e il cavaliere simoniaco del capitolo XLVI);
- all'interno dell'opera si pone particolare enfasi sulla necessità di manifestare una vera contrizione e di confessare sinceramente i propri peccati in punto di morte;
- grazie all'esperienza che ci viene presentata di alcune anime, apprendiamo che tramite atti di penitenza sinceri, i peccati mortali possono essere trasformati in veniali, così da evitare la dannazione eterna (cfr. capitolo XXXII)[41];
- di altre anime ci viene detto espressamente che percorrono veloci la loro strada verso il paradiso.

## Scopo della visione
Oltre all'edificazione dei fedeli, scopo fondativo del genere visionario, l'autore intende sollecitare tutti i lettori a collaborare ad una riforma della chiesa, denunciandone la corruzione e condannando i peccati del clero.
Innanzitutto, molti religiosi che Edmund incontra nell'aldilà vengono condannati perché hanno amato troppo materialmente i loro familiari in vita, donando loro beni o privilegi ecclesiastici, anche laddove non ne erano degni (cfr. l'abate del capitolo XLII e la badessa del capitolo L).
Ma soprattutto il tema centrale è quello della responsabilità pastorale: alcuni vescovi e abati – e costoro sono quelli che sopportano le pene peggiori e che non sanno se, almeno il giorno del Giudizio, otterranno la salvezza – patiscono quotidianamente l'incremento dei loro tormenti, a causa dei peccati commessi in terra da coloro che un tempo erano loro sottoposti (cfr. capitoli XXXI, XXXV, XXXVI e XLII). Infatti, era considerato fondamentale che gli uomini di Chiesa adempissero adeguatamente al loro ufficio e che rappresentassero un buon esempio, poiché da loro dipendeva la salvezza di tutti i credenti.
In generale, vi è una certa insistenza sulla degenerazione che caratterizza i membri del clero, maggiormente dediti alle “cose del mondo”, alle ricchezze, alla gloria terrena che non all'elevazione spirituale e alla salvezza delle anime loro affidate.

## Precursore dellaDivina Commedia?
Nonostante non si possa affermare con precisione quali testi visionari abbia letto Dante, certo è che il genere visionario abbia costituito parte del suo bagaglio culturale nel momento in cui si accinse a scrivere la Commedia, ragione per cui di seguito vengono elencate alcune corrispondenze tra la Visio monachi de Eynsham e l'opera del Sommo Poeta e non rintracciabili in altre narrazioni dell'aldilà:
- il viaggio di Edmund nell'aldilà inizia Giovedì Santo, come accade a Dante, ma finisce prima, la sera del Sabato Santo[43];
- l'episodio di Edmund che assiste alla Passione di Cristo in paradiso è molto vicino alla visione che Dante ha di Cristo in croce nel cielo di Marte (Par. XIV, vv. 94-117)[44];
- all'interno della visione i luoghi paradisiaci sono tre, anticipando la tripartizione che sarà poi propria del paradiso dantesco, suddiviso in paradiso terrestre, sfere celesti ed Empireo. A differenza di Dante però il monaco non può raggiungere la dimora di Dio[45];
- il discorso che Virgilio rivolge a Dante all'ingresso del paradiso terrestre (Purg., XXVII, vv. 127-142) è in parte simile a quello che san Nicola rivolge ad Edmund poco prima che questi concluda il suo viaggio nell'aldilà e torni sulla terra[44].

## Redazioni del testo
Salter sostiene che vi siano tre redazioni autoriali del testo.
Il testo A, scritto da Adam nel 1196, anno della visione, è conservato da un unico manoscritto del XIII secolo, il ms. Oxford, Bodleian Library, Digby 34, un codice mutilo, che arriva a comprendere solo le prime due lettere della parola “imputari” del capitolo XXVIII. Tuttavia, come è stato ipotizzato da Thurston e confermato da Salter, a partire da alcune parole del testo B, è possibile dedurre che il racconto si concludeva quasi sicuramente con il capitolo XLVIII. In B, infatti, il narratore dichiara di aver affrontato in maniera frettolosa il suo racconto e che intende riprenderlo solo quando avrà ritrovato la quiete. Questa è la versione più lunga, più difficile e anche più personale.
Il testo B è stato scritto dopo il 1197 ed è conservato da dodici manoscritti, tre dei quali sono andati perduti. Otto dei manoscritti superstiti risalgono al XIII secolo. In questa revisione del testo sono stati aggiunti alcuni capitoli riguardanti i luoghi paradisiaci (capitoli XLIX-LVI) e gran parte del capitolo LVII, nel quale il protagonista racconta del proprio risveglio dall'estasi. Tuttavia, in questa redazione l'autore si dimentica di eliminare le ultime parole del capitolo XLVIII, dove dichiarava la propria intenzione di riprendere la narrazione in un secondo momento.
Il testo C è conservato da otto manoscritti, il più antico dei quali, il MS Oxford, Bodleian Library, Selden Supra 66, risale al XIV secolo (è quello che presenta meno errori ed è diviso in rubriche). Il testo contiene una revisione integrale dell'opera, con una particolare attenzione alla prima parte del testo. È il testo più breve, più semplice dal punto di vista sintattico e il più curato dal punto di vista formale.

## Manoscritti[48]
Testo A:
- ms. Oxford, Bodleian Library, Digby 34, part 2 (XIII secolo) .

Testo B:
- ms. London, British Library, Cotton Cleopatra C. XI, ff. 49-69 (XIII secolo) http://searcharchives.bl.uk/primo_library/libweb/action/display.do?tabs=detailsTab&ct=display&doc=IAMS041-001606446&displayMode=full&vid=IAMS_VU2&_ga=2.74940946.1600305116.1618837627-117703714.1618837627[collegamento interrotto];
- ms. Oxford, Bodleian Library, Bodley 44 (prima metà del XIII secolo) ;
- ms. Paris, Bibliothèque Nationale de France, Cod. lat. 2590 (XIII secolo) ;
- ms. Cambridge, Corpus Christi College, 43, ff. 119-140 (XIV secolo) ;
- ms. Paris, Bibliothèque Nationale de France, Cod. lat. 14978, ff. 1-74 (XV secolo) ;
- ms. Paris, Bibliothèque Nationale de France. Bibliothèque de l'Arsenal 1030, ff. 96-126 (XV secolo) .

Testo C:
- ms. Oxford, Bodleian Library, Selden Supra 66 (XIV secolo) ;
- ms. Metz, Mèdiathéque «Le Pontiffroy» (un tempo Bibliothèque municipale), 651 (XIV secolo) ;
- ms. Oxford, Bodleian Library, Bodley 636, part 2 (XV secolo) ;
- ms. Sankt Gallen, Stiftsbibliothek, 142 (XV secolo) ;
- ms. Basel/Bâle, Universitätsbibliothek (un tempo Öffentliche Bibliothek der Universität), A VI 16 (XV secolo) ;
- ms. Cambridge, Trinity College, B. 15. 42 (XV secolo) ;
- ms. Paris, Bibliothèque Nationale de France, Réserve D-1042 (XV secolo) .

### Fonti
- The Revelation of the Monk of Eynsham, ed. R. Easting, Oxford 2002.
- The Vision of the monk of Eynsham, ed. H. E. Salter, in The Cartulary of the Abbey of Eynsham, Oxford 1907-1908, pp. 255–371 .
- Visio monachi de Eynsham, ed. H. Thurston, “Analecta Bollandiana” XXII, 1903, pp. 225–319 .

### Studi
- C. Carozzi, Le voyage de l’âme dans l’au-delà d’après la littérature latine (Ve-XIIIe siècle), Roma 1994.
- M. P. Ciccarese, Visioni dell'aldilà in occidente: fonti, modelli e testi, Bologna 2003.
- U. Cosmo, Una nuova fonte dantesca?, «Studi medievali» 1, 1904-1905, pp. 77–93.
- S. Cremonesi, Le visiones dell'Aldilà nella cultura medievale: la Visio monachi de Eynsham, Università degli Studi di Milano 2016-2017, tesi inedita  Archiviato l'11 agosto 2022 in Internet Archive..
- A. Morgan, Dante e l'aldilà medievale, Salerno 2013.